# Karolina Westberg
Karolina Westberg, född 16 maj 1978, är en svensk före detta fotbollsspelare.

## Klubbar
- Skillinge IF (moderklubb)
- Malmö FF 1995-2004
- Umeå IK 2005-2009

## Meriter
- 126 A-landskamper
- 300 matcher med MFF (till och med den 18 juli 2004)
- Årets back 2003
- EM-silver 2001
- VM-silver 2003
- Svensk Cup-mästare 1997, 2006, 2007
- SM-guld 2005, 2006, 2007, 2008
- 7 SM-silver
- Semifinal i UEFA Women's Cup 2004